# 音色 (SixTONESの曲)
『音色』（ねいろ）は、SixTONESの12作目のシングル。2024年5月1日にSony Music Labelsから発売された。

## リリース
表題曲「音色」は、大切な人や仲間と出会えたことへの感謝と喜びに溢れた、エモーショナルな絆ソング。また、本楽曲は、メンバーの京本大我が主演を務めるカンテレ・フジテレビ系火ドラ★イレブン『お迎え渋谷くん』主題歌に起用された。
初回盤A・Bのカップリングには、デビュー前の楽曲の中から「BE CRAZY」「Hysteria」のロックなバンドサウンドリアレンジが収録される。さらに、SixTONESの数々の楽曲を新旧織り交ぜてミックスした「SixTONES nonSTop DJ MIX」を収録。公式YouTubeチャンネルにて公開される「SixTONES liSTening PARTY」さながらに、SixTONESの楽曲を「音と映像で楽しむ企画」として初パッケージ化される。初回盤A・BのDVDには、それぞれ「vol.1」「vol.2」として33分ずつ、計66分のVJ Movieが収録される。
通常盤には、カップリング曲として新曲「ONE by ONE」「LIKE THAT」、さらに前作「CREAK」がより力強く、よりヘヴィなサウンドで現在のSixTONESのムードに相応しいリアレンジが収録される。
初回盤AのDVDには、上記のVJ Movieに加え、「音色」ミュージックビデオ・メイキング・ソロムービーを収録。初回盤BのDVDには、VJ Movieに加え、4thアルバム『THE VIBES』の制作ドキュメンタリー映像が収録される。

### プロモーション
3月10日に開催されたドームツアー「VVS」福岡PayPayドーム公演のMC中に、京本が自らのX公式アカウントに本シングルのリリース情報を投稿。会場でも投稿画面がスクリーンに映され、サプライズでの発表となった。なお、投稿では、本楽曲が『お迎え渋谷くん』主題歌であることも発表した。

### 特典
- 初回盤A：キャ『ラ♪』スタン『ド♪』[9]
- 初回盤B：ポ『ラ♪』ロイ『ド♪』風カー『ド♪』[9]
- 通常盤：クリア『ファ♪』イル[9]

## 収録曲

### CD

#### 初回盤A
1. 音色 [4:09]
作詞・作曲・編曲：SAEKI youthK
  - 京本大我主演 カンテレ・フジテレビ系火ドラ★イレブン『お迎え渋谷くん』主題歌
2. BE CRAZY -Rock Rearrange- [3:25]
作詞：ma-saya、作曲：STEVEN LEE、編曲：STEVEN LEE / Akiyuki Tateyama
3. SixTONES nonSTop DJ MIX vol.1 [33:11]
  1. BE CRAZY
  2. こっから
  3. Strawberry Breakfast
  4. "Laugh" In the LIFE
  5. 光る、兆し
  6. 僕が僕じゃないみたいだ
  7. オンガク -声 ver.-
  8. JAPONICA STYLE
  9. うやむや
  10. PARODY
  11. Rollin'
  12. NEW WORLD
  13. Good Luck!
  14. S.I.X
  15. Special Order
  16. RAM-PAM-PAM
  17. Dance All Night
  18. Telephone
  19. So Addicted
  20. Mad Love
  21. Waves Crash
  22. Outrageous
  23. Boom-Pow-Wow!
  24. WHIP THAT

#### 初回盤B
1. 音色
2. Hysteria -Rock Rearrange- [3:29]
作詞：Komei Kobayashi、作曲：KAIROS、編曲：Akiyuki Tateyama
3. SixTONES nonSTop DJ MIX vol.2 [33:13]
  1. Hysteria
  2. マスカラ
  3. シアター
  4. 人人人
  5. Call me
  6. You & I
  7. Tu-tu-lu
  8. Gum Tape
  9. 彗星の空
  10. Imitation Rain
  11. STAMP IT
  12. Make Up
  13. WHY NOT
  14. セピア
  15. ふたり
  16. love u...
  17. Lemonade
  18. Bella
  19. FIREWORKS
  20. Cat Call
  21. Papercut
  22. Hello
  23. フィギュア
  24. この星のHIKARI

#### 通常盤
1. 音色
2. ONE by ONE [3:10]
作詞：Takuya Harada、作曲：Ricardo Burgrust / Takuya Harada / Jacob Watson、編曲：Ricardo Burgrust
3. LIKE THAT [2:54]
作詞：CLAUDE S.、作曲：Ludwig Lindell / Takuya Harada、編曲：Ludwig Lindell
4. CREAK -AGGRESSIVE METAL Rearrange- [4:05]
作詞：Seiji Takagi、作曲：Kengo Kuwata / Seiji Takagi、編曲：Naoki Itai
5. 音色 -Instrumental-

### DVD

#### 初回盤A
1. 音色 -Music Video-
2. 音色 -Music Video Making-
3. 音色 -Music Video Solo Movie-
4. SixTONES nonSTop DJ MIX vol.1 -VJ Movie-

#### 初回盤B
1. Documentary of "THE VIBES"
2. SixTONES nonSTop DJ MIX vol.2 -VJ Movie-